# Ставковое (Березовский район)
Ставковое (укр. Ставкове) — село, относится к Березовскому району Одесской области Украины.
Население по переписи 2001 года составляло 1025 человек. Почтовый индекс — 67322. Телефонный код — 5696.

## История
В 1945 г. Указом ПВС УССР хутор Вейсово переименован в Станковый.

## Местный совет
67322, Одесская обл., Березовский р-н, с. Ставковое, ул. Центральная, 17